# Římskokatolická farnost Chodov
Římskokatolická farnost Chodov je územní společenství římských katolíků v Chodově a okolí. Organizačně spadá do sokolovského vikariátu, který je jedním z deseti vikariátů plzeňské diecéze. Farním chrámem chodovské farnosti je kostel svatého Vavřince.

## O farnosti
První písemné zmínky o chodovské farnosti pocházejí z roku 1348, kdy už je kostel zmiňován jako farní. V roce 1363 se pak v konfirmačních knihách pražského arcibiskupství objevují jména prvních chodovských farářů. Do třicetileté války jsou údaje o farnosti jen strohé, protože většina záznamů byla zničena při požáru v roce 1654. V době po třicetileté válce byly v Chodově vytvořeny dodnes existující sakrální památky - boží muka (1672 a 1673) a mariánský sloup (1675). V letech 1725 - 1733 proběhla za vlády Franze Flamina von Plankenheim výstavba kostela svatého Vavřince.

## Kostely a kaple na území farnosti
| Fotografie | Kostel                      | Místo      | Bohoslužba          | Bohoslužba | Zeměpisné souřadnice             | Poznámka     |
| ---------- | --------------------------- | ---------- | ------------------- | ---------- | -------------------------------- | ------------ |
|            | Kostel sv. Vavřince         | Chodov     | středa pátek neděle | 17.30 9.00 | 50°14′21″ s. š., 12°44′55″ v. d. | farní kostel |
|            | Kostel sv. Erharta          | Tatrovice  | neděle              | 14.00      | 50°16′32″ s. š., 12°41′41″ v. d. | kostel       |
|            | Kostel Nanebevstoupení Páně | Nové Sedlo | sobota              | 11.00      | 50°12′24″ s. š., 12°44′17″ v. d. | kostel       |

Ve farnosti se nacházejí také další drobné sakrální stavby a pamětihodnosti.

## Území farnosti
Do farnosti náleží území obce:
- Chodov
- Nové Sedlo
- Tatrovice

### Duchovní správci farnosti do roku 1945
- Před 1363 – kněz Matěj
- 1363 – Conrad von Elbogen
- 1367 - Nikolaus von Mies
- 1405 – Nikolaus von Falkenau
- 1417 – Wenzeslaus von Prachatitz
- 1432 – Wenzeslaus Scherfanz
- 1553 – Andreas Lang (evangelický pastor)
- 1601 – Mathes Wohlrab (evangelický pastor)
- 1616 – Mathias Ringer (evangelický pastor)
- 1626 – Adam Sustius (znovu katolík)
- 1628 – Siptus Heymeyer
- 1660 – Norbertus Wenzeslaus Peller
- 1668 – Johann August Günter
- 1670 – Mathias Hilbert
- 1672 - Andreas Heckl
- 1705 – Johan Georg Sangl
- 1712 – Anton Schossig
- 1715 – Johann Michael Hönig
- 1737 – Wenzel Spitzl
- 1761 – Franz Helfert
- 1796 – Anton Fritsch
- 1799 – Ignatz Leitmann
- 1824 – Georg Schön
- 1852 – Franz Fischer
- 1884 – Wilhelm Matschak
- 1900 – Wenzel Möckel
- 1939 – Ferdinand Brändl